# Wim Duisenberg
Willem Frederik Duisenberg (Heerenveen, Província de Frísia 9 de juliol de 1935 - Faucon, Valclusa, 31 de juliol de 2005) fou un economista neerlandès. Graduat a la universitat de Groningen el 1961, treballà a l'FMI el 1966-69. Posteriorment fou professor de macroeconomia a la universitat d'Amsterdam (1970-73), ministre de finances del govern socialdemòcrata (1973-77) i president del banc central dels Països Baixos del 1982 al 1997.
President de la Institució Monetària Europea (1997), el 1998 esdevingué el primer president del Banc Central Europeu, càrrec que assumí l'1 de gener de 1999 i del qual cessà al novembre de 2003 per a cedir-lo al francès Jean-Claude Trichet, tal com establia el pacte entre Alemanya i França previ a l'entrada en vigor d'aquest organisme.
Fou un dels artífex de l'entrada en vigor de l'euro el 2002. Va morir ofegat a la piscina després de patir un atac de cor a la seva residència de França. la seva esposa, la polèmica activista Gretta Duisenberg, havia planejat recollir sis milions de signatures de protesta contra la política israeliana en els Territoris ocupats de Palestina.